# Avdo Sumbul

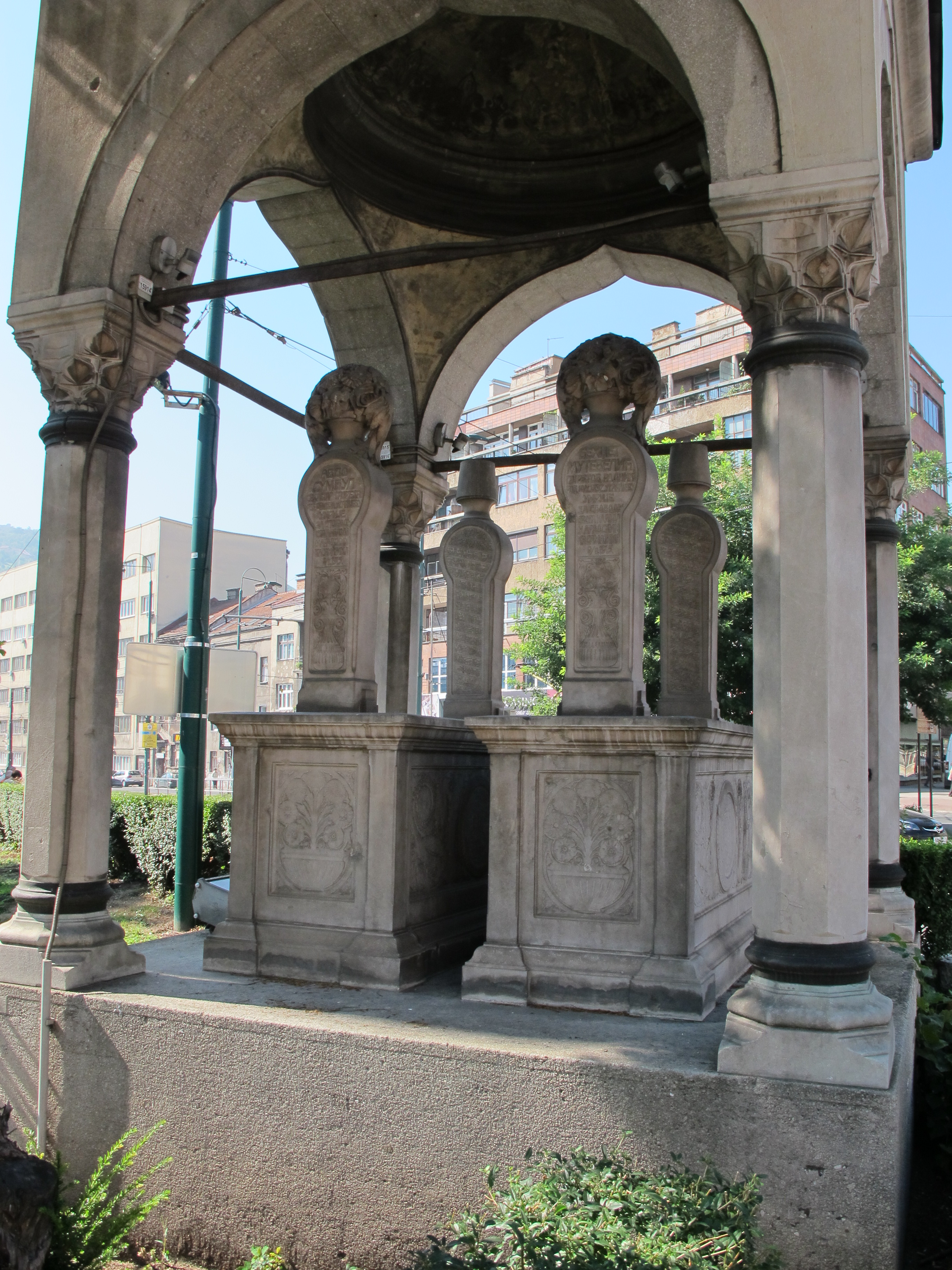
Hrobka Avda Sumbula (vlevo) a Behdžeta Muteveliće (vpravo) v Sarajevu

Avdo Sumbul (1883 Sarajevo, Bosna a Hercegovina – 4. února 1915 Arad, Rakousko-Uhersko) byl bosenskohercegovský novinář bosňáckého původu.

## Život
V rodném městě navštěvoval základní školu a gymnázium. Maturitní zkoušku absolvoval na konci školního roku 1907/1908 v Bělehradě. Poté studoval filozofii na Vídeňské univerzitě. Již v mladickém věku přilnul k jihoslovanské myšlence, která měla za cíl sjednocení všech Jihoslovanů v jednom státě. V rakouské metropoli byl též aktivní ve studentském spolku Zvijezda (Hvězda), který ostře kritizoval rakousko-uherskou správu Bosny a Hercegoviny.
Po návratu do vlasti a předčasné smrti Osmana Đikiće roku 1912 převzal vedení redakce časopisu Gajret (Úsilí) stejnojmenného podpůrného spolku. Na tomto místě setrval až do rozpuštění spolku roku 1914 krátce po atentátu na rakousko-uherského následníka trůnu. Za své prosrbské postoje byl Sumbul uvězněn a dlouhodobě internován v pevnosti v uherském Aradu. V zajetí onemocněl a následně 4. února 1915 zemřel.
Roku 1932 spolek Gajret přenesl ostatky Avda Sumbula a Behdžeta Muteveliće z Aradu a uložil je do nově zbudované hrobky u Ali-pašiho mešity v Sarajevu.